# Europees kampioenschap voetbal vrouwen 1993
Het Europees kampioenschap voetbal vrouwen 1993 was een voetbaltoernooi gehouden in Italië.
Het toernooi begon met de kwalificatie. Vier landen plaatste zich voor het eindtoernooi. Zij kwamen direct in de halve finales.

## Gekwalificeerde landen
- Noorwegen
- Denemarken
- Italië
- Duitsland

## Halve finale
| Noorwegen | 1-0               | Denemarken |  |
| Italië    | 1-1 5-4 Penalty's | Duitsland  |  |

## Om derde plaats
| Duitsland | 1-3 | Denemarken |  |

## Finale
| Italië | 0-1 | Noorwegen |  |

| UEFA Europees kampioenschap vrouwenvoetbal 1993 |
| ----------------------------------------------- |
|                                                 |
| NOORWEGEN 2e titel                              |